# ریشه‌سران
ریشه‌سران (نام علمی: Rhizocephala) نام یک فراراسته از فرورده کشتی‌چسب است.
ریشه‌سران، کشتی‌چسب‌هایی مشتق شده هستند که انگل اخته‌کننده می‌باشند. میزبان‌های آن‌ها اغلب ده‌پایان سخت‌پوستان هستند، اما شامل میگوهای کیسه‌دار، میگوی آخوندکی و کشتی‌چسب‌های توراسیکا نیز می‌شوند. زیستگاه آن‌ها از اعماق اقیانوس تا آب شیرین متغیر است. آن‌ها همراه با گروه‌های خواهر خود، توراسیکا و آکروتوراسیکا، زیر رده کشتی‌چسب را تشکیل می‌دهند. الگوی بدن آن‌ها در یک سازگاری شدید با سبک زندگی انگلی منحصر به فرد کاهش یافته است و رابطه آن‌ها را با دیگر کشتی‌چسب‌ها در شکل بالغ غیرقابل تشخیص می‌کند. نام Rhizocephala از ریشه‌های یونانی باستان ῥίζα (rhiza، "ریشه") و κεφαλή (kephalē، "سر") گرفته شده است که ماده بالغ را توصیف می‌کند، که بیشتر از شبکه‌ای از پسوندهای نخ مانند تشکیل شده است که به بدن میزبان نفوذ می‌کند.

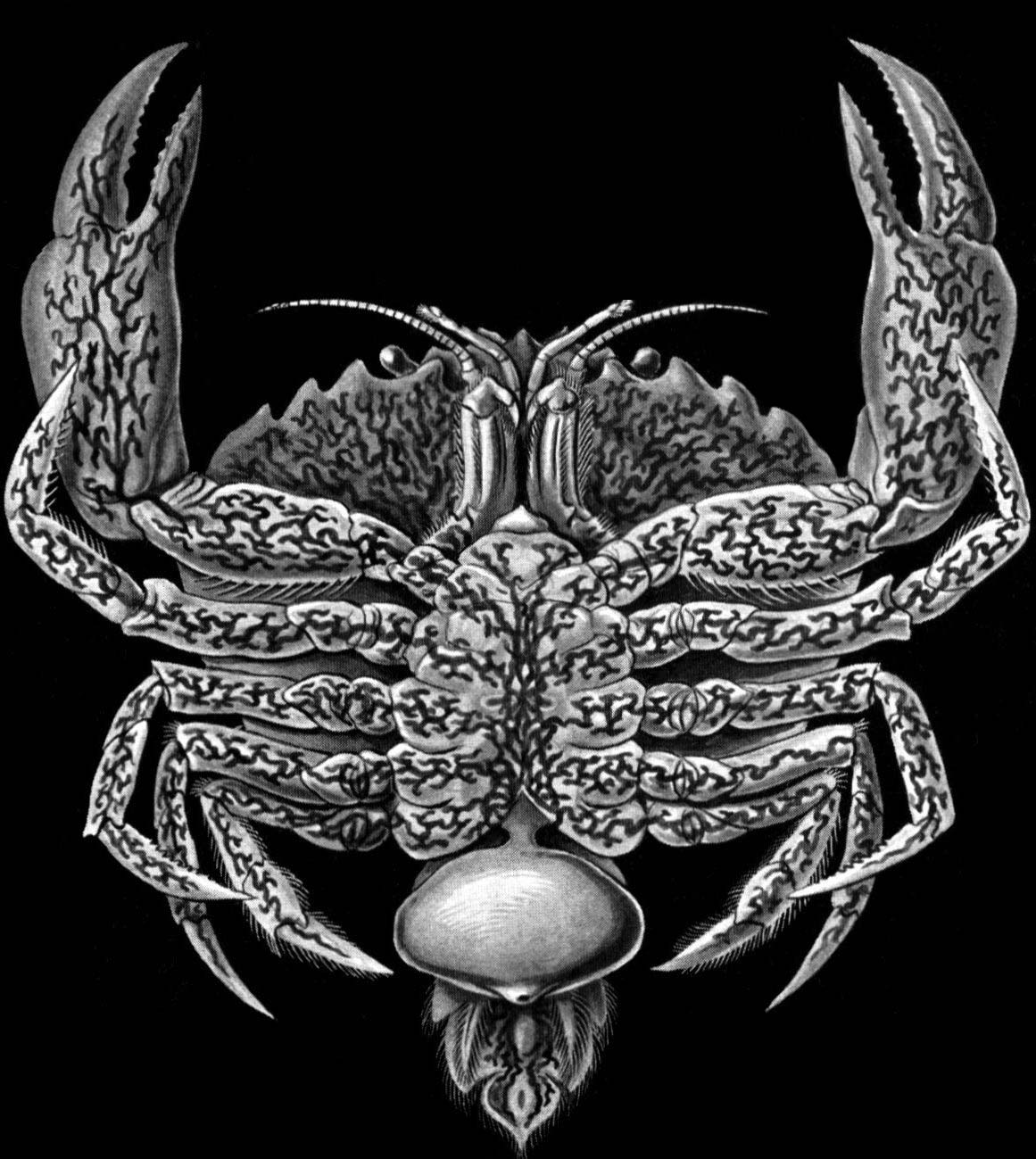
کشتی‌چسب Sacculina carcini (ماده بالغ) که یک خرچنگ (خرچنگ سبز) را انگلی کرده است. طرح هکل همچنین شبکه داخلی رشته‌های انگل را نشان می‌دهد.

در بزرگسالی، فاقد برآمدگی، بندبند شدن و تمام اندام‌های داخلی به جز غده جنسی، چند ماهیچه و بقایای دستگاه عصبی هستند. ماده‌ها همچنین دارای یک کوتیکول هستند که هرگز ریزش نمی‌کند. به غیر از مراحل لاروی کوچک، هیچ چیز دیگری وجود ندارد که آنها را به عنوان سخت‌پوستان یا حتی بندپایان به‌طور کلی شناسایی کند. تنها بخش قابل تشخیص بدن ریشه‌سران، externa است. قسمت تولید مثل ماده‌های بالغ.
ناپلیوس‌هایی که از ماده‌های بالغ آزاد می‌شوند، بدون خوردن غذا چندین روز در آب شنا می‌کنند (لارو دهان و روده ندارد) و پس از چندین بار پوست‌اندازی به لاروهای سیپریس تبدیل می‌شوند. مانند ناپلیوس، سیپریس‌ها لسیتوتروفیک (غیر تغذیه‌ای) هستند. سیپریس ماده در Kentrogonida روی یک میزبان مستقر می‌شود و به شکل جوانی تخصصی به نام kentrogon دگردیسی می‌کند، که هیچ تقسیم‌بندی قابل مشاهده‌ای ندارد و هیچ زائده‌ای به جز شاخک‌هایی که برای اتصال به میزبان استفاده می‌شود، ندارد و تنها هدف آن تزریق توده سلولی به نام ورمیگون به همولنف میزبان از طریق یک قلم توخالی جمع‌شونده روی سر آن است. به نظر می‌رسد که مرحله کنتروگون در تمام آکنتروگوانیدها از بین رفته است، جایی که سیپریس، ورمیگون را از طریق یکی از شاخک‌های خود تزریق می‌کند. ورمیگون به صورت نخ‌هایی شبیه ریشه از طریق بافت میزبان، با محوریت دستگاه گوارش و به ویژه هپاتوپانکراس رشد می‌کند و مواد مغذی را از همولنف جذب می‌کند. این شبکه از نخ‌ها را interna می‌نامند. سپس ماده یک externa کیسه‌مانند رشد می‌کند که از یک گوشته، یک حفره گوشته، یک تخمدان و یک جفت گذرگاه تشکیل شده است که به عنوان گیرنده‌های سلولی شناخته می‌شوند و از شکم میزبان بیرون می‌آیند.
در راسته Kentrogonida, externa باکره در ابتدا هیچ منفذی ندارد. اما به زودی به مرحله دوم پوست‌اندازی می‌کند که شامل یک منفذ است که به عنوان خروج گوشته شناخته می‌شود و به دو مجرای گیرنده منتهی می‌شود - زمانی تصور می‌شد که بیضه‌ها در انگل‌های هرمافرودیت قبل از این که متوجه شوند در واقع دو جنس جداگانه هستند - و شروع به انتشار فرمون برای جذب سیپریس‌های نر می‌کند. از داخل بدن سیپریس نر که موفق به ورود به محل خروج می‌شود، یک مرحله نر منحصر به فرد و بسیار کوتاه مدت به نام trichogen از طریق دهانه شاخک بیرون می‌آید. این همولوگ کنتروگون ماده است، اما به یک توده سلولی پوشیده از کوتیکول آمیبوئید و بدون قطعه کاهش می‌یابد که از سه تا چهار نوع سلول تشکیل شده است: پشتی جانبی، اپیدرم شکمی، سلول‌های گنجاندن و پس عقده‌ای. externa دارای فضای کافی برای دو نر است، یکی برای هر یک از گیرنده‌ها، که هتروزیگوسیتی فرزندان را افزایش می‌دهد. هنگامی که در داخل قرار گرفت، trichogen قبل از رسیدن به انتهای راهرو، کوتیکول خود را می‌ریزد.
در راسته Akentrogonida، که یک گروه تک‌دودمان در داخل Kentrogonida پارافیلتیک تشکیل می‌دهند، نر به یک trichogon تبدیل نمی‌شود و cypris توده سلولی خود را از طریق شاخک خود و مستقیماً به بدن خارجی نابالغ تزریق می‌کند. فرزندان نیز به جای لاروهای ناپلیوس مستقیماً به سیپریس‌های کاملاً توسعه یافته تبدیل می‌شوند (به استثنای چند گونه از ریزو سفالان‌های کنتروگونید، که مانند آکنتروگونیدها به سیپریس تبدیل می‌شوند، کنتروگونیدها مرحله ناپلیوس خود را حفظ کرده‌اند). در گونه‌هایی مانند Clistosaccus paguri، نر خوشه سلولی خود را تزریق می‌کند که از طریق بافت همبند گوشته و به داخل گیرنده مهاجرت می‌کند. اما در اشکالی مانند Sylon hippolytes، گیرنده وجود ندارد و سلول‌های نر به جای آن در تخمدان کاشته می‌شوند. در حالی که تنها یک نر می‌تواند در هر گیرنده مستقر شود، که این قانون در Kentrogonida است، تعداد نرهای کاشته شده در Akentrogonida می‌تواند از یک تا بیش از ده متغیر باشد.
خوشه کوچک سلولی که توسط سیپریس نر تزریق می‌شود، هنگامی که به مقصد خود در داخل ماده می‌رسد، به توده‌های آزاد متصل سلول‌های زایای تولیدکننده اسپرم تمایز می‌یابد. این ریشه‌سران نر بالغ که چیزی بیش از سلول‌های تشکیل‌دهنده اسپرم نیستند، ساده‌ترین شکل نر را در کل قلمرو حیوانات نشان می‌دهند. externa ماده بالغ، تخم‌ها را در حفره گوشته خود آزاد می‌کند که در آنجا تخم‌ها توسط اسپرم نر (های) فرا انگلی بارور می‌شوند. به دلیل دوشکلی جنسی لاروی در Kentrogonida، ماده‌ها دو اندازه تخم متفاوت تولید می‌کنند. تخم‌های ماده کوچک و تخم‌های نر بزرگتر. به نظر می‌رسد که تعیین جنسیت در Akentrogonida محیطی است.
در Peltogasterella gracilis, externa قبل از اینکه از روی میزبان بیفتد، چندین دسته از لاروها را تولید می‌کند و نر(ها) را با خود به داخل می‌برد. پس از ناپدید شدن externa اصلی، میزبان پوست اندازی می‌کند و جوانه‌های interna رشد می‌کنند که هر کدام به یک externa باکره جدید تبدیل می‌شوند. ماده‌ها معمولاً دارای دو مخزن سلولی سیپریس هستند. با بیش از یک externa و موارد جدید جایگزین موارد قدیمی، هر Peltogasterella ماده می‌تواند در طول زندگی خود اسپرم را از نرهای متعدد دریافت کند.
externa جایی است که کیسه تخم میزبان قرار دارد و رفتار میزبان از نظر شیمیایی تغییر می‌کند: عقیم می‌شود و تا زمانی که externa پیر بیفتد، پوست‌اندازی نمی‌کند. میزبان با externa طوری رفتار می‌کند که انگار کیسه تخم خودش است. این رفتار حتی به میزبان‌های نر نیز تعمیم می‌یابد، که هرگز تخم نمی‌گذارند، اما از externa به همان روشی که ماده‌ها مراقبت می‌کنند، مراقبت می‌کنند.